# Бесауил
Бесауи́л (каз. Бесауыл) — село у складі Келеського району Туркестанської області Казахстану. Входить до складу Кошкаратинського сільського округу.
До 2008 року село називалося Калініно.
Населення — 367 осіб (2021; 344 у 2009, 307 у 1999, 268 у 1989).